# Darwinova medalja
Darwinova medalja (angleško Darwin Medal) je priznanje, ki ga vsako drugo leto od leta 1890 podeljuje Kraljeva družba iz Londona za raziskovalno delo na področju biologije. Poimenovano je po Charlesu Darwinu, slavnem angleškem naravoslovcu, začetniku teorije evolucije. Priznanje spremlja denarna nagrada v višini 1000 funtov.

## Seznam prejemnikov
- 2019 Peter Holland
- 2018 William Hill
- 2016 Caroline Dean
- 2014 John Sutherland
- 2012 Timothy Clutton-Brock
- 2010 Bryan Clarke
- 2008 Geoff Parker
- 2006 Nick Barton
- 2004 Enrico Coen in Rosemary Carpenter
- 2002 Peter in Rosemary Grant
- 2000 Brian Charlesworth
- 1998 Michael Gale in Graham Moore
- 1996 John Sulston
- 1994 Peter Lawrence
- 1992 Motoo Kimura
- 1990 John L. Harper
- 1988 W.D. Hamilton
- 1986 John Maynard Smith
- 1984 Ernst Mayr
- 1982 John Heslop-Harrison in Yolande Heslop-Harrison
- 1980 Sewall Wright
- 1978 Guido Pontecorvo
- 1976 Charlotte Auerbach
- 1974 Philip Sheppard
- 1972 David Lack
- 1970 Charles Sutherland Elton
- 1968 Maurice Yonge
- 1966 Harold Munro Fox
- 1964 Kenneth Mather
- 1962 George Gaylord Simpson
- 1960 Edred John Henry Corner
- 1958 Gavin de Beer
- 1956 Julian Sorell Huxley
- 1954 E.B. Ford
- 1952 J.B.S. Haldane
- 1950 Felix Eugen Fritsch
- 1948 R.A. Fisher
- 1946 D’Arcy Thompson
- 1944 John Stanley Gardiner
- 1942 D. M. S. Watson
- 1940 James Peter Hill
- 1938 Frederick Orpen Bower
- 1936 Edgar Johnson Allen
- 1934 Albert Charles Seward
- 1932 Carl Erich Correns
- 1930 Johannes Schmidt
- 1928 Leonard Cockayne
- 1926 Dukinfield Henry Scott
- 1924 Thomas Hunt Morgan
- 1922 Reginald C. Punnett
- 1920 Rowland H. Biffen
- 1918 Henry Fairfield Osborn
- 1916 Yves Delage
- 1914 Edward Bagnall Poulton
- 1912 Francis Darwin
- 1910 Roland Trimen
- 1908 August Weismann
- 1906 Hugo de Vries
- 1904 William Bateson
- 1902 Francis Galton
- 1900 Ernst Haeckel
- 1898 Karl Pearson
- 1896 Giovanni Battista Grassi
- 1894 Thomas Henry Huxley
- 1892 Joseph Dalton Hooker
- 1890 Alfred Russel Wallace